# Улица Павла Ингороквы
Улица Павла Ингороквы (груз. პავლე ინგოროყვას ქუჩა) — улица в Тбилиси, в районе Мтацминда, идёт от улицы Георгия Леонидзе, за улицей Вахтанга Котетишвили имеет продолжением улицу Арсена Одзелашвили.

## История
Проложена в 1820-х годах при застройке района.
Современное название в честь грузинского историка, филолога и мецената Павла Ингороквы (1893—1983).
Первоначальное название — Лабораторная, затем — Петра Великого.
Дом № 22 в дореволюционное время занимала грузинская гимназия. В 1922 году в том же здании разместилась Закавказская чрезвычайная комиссия (ЗакЧК). Улица сменила название на улицу Дзержинского.
20 ноября 2003 года, во время Революции роз, по этой улице Саакашвили и его сторонники обошли кордоны полиции, следуя к зданию парламента, чтобы сорвать начавшееся заседание парламента и выступление Шеварднадзе.
5 апреля 2010 года на углу улиц Чайковского и Ингорогвы, на фасаде дома, принадлежавшего бывшему государственному советнику Антону Соломоновичу Корханяну, была установлена памятная доска Джемалу паше, убитому здесь армянскими «народными мстителями» Петросом Тер-Погосяном, Арташесом Геворгяном и Степаном Цагикяном. 17 апреля армянская община добилась снятия доски.

## Достопримечательности
д. 6 — бывший дом Юзбашева
д. 7 — Национальная канцелярия

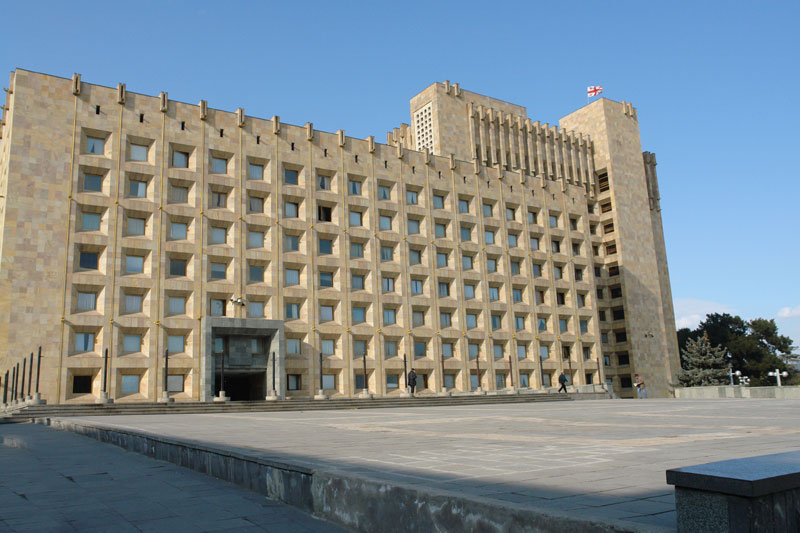
Национальная канцелярия

д. 8 — Институт языкознания имени Арнольда Чикобавы, Математический институт им. Размадзе.
д. 9 — бывший дом Екатерины Мухран-Батони (архитектор Альберт Зальцман, 1862).
д. 14 — в 1919—1921 годах размещалась Британская Миссия

## Известные жители
д. 3 — Джансуг Никабадзе

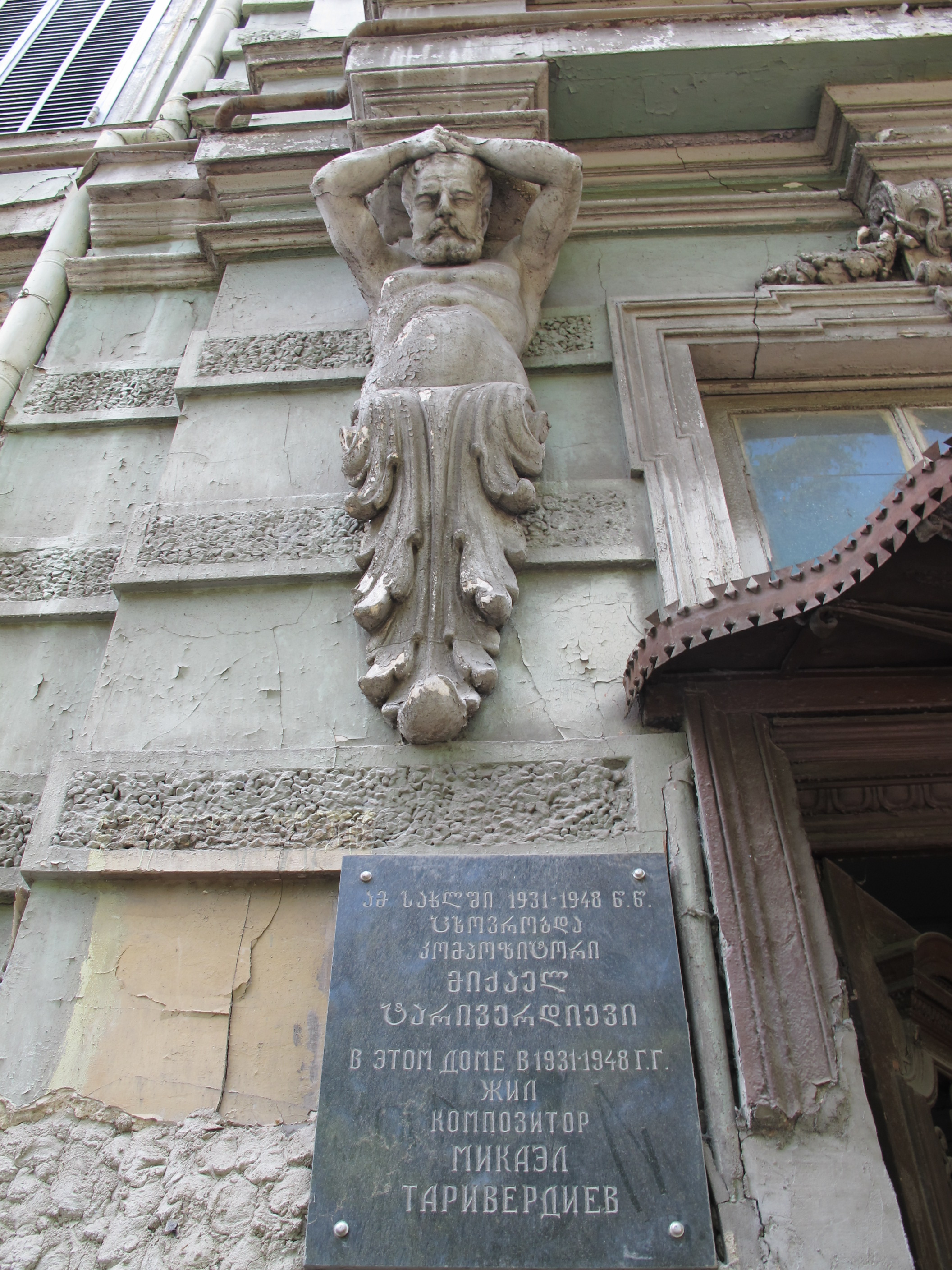

д. 14 — Павел Ингороква (мемориальная доска), Микаэл Таривердиев (мемориальная доска)
Ладо Асатиани (дом не сохранился)
Леван Челидзе
д. 20 — Георгий Элиава (мемориальная доска)
д. 22 — Вахтанг Кикабидзе
д. 22 — Шио Читадзе (мемориальная доска), Григол Лордкипанидзе (мемориальная доска)